# Fritz Fleischer (Unternehmen)

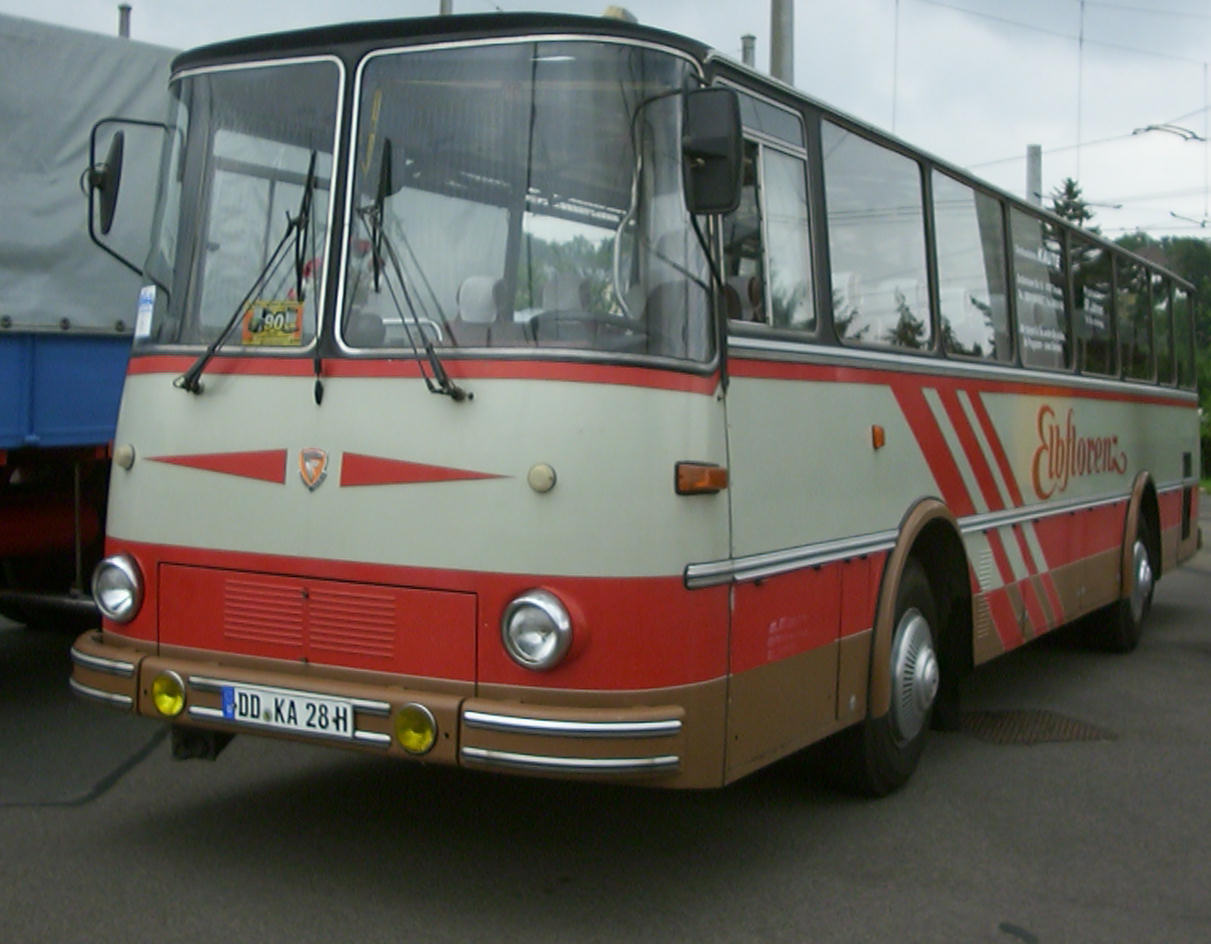
Fleischer S2 RU II (Baujahr 1968)

Die Fritz Fleischer KG Gera (Geraer Karosserie- und Fahrzeugfabrik Fritz Fleischer) war der einzige private Hersteller von Omnibussen in der DDR, der in nennenswerten Stückzahlen Reisebusse herstellte. Der Eigentümer des Unternehmens war bis zur Verstaatlichung im Jahre 1972 Fritz Fleischer (* 21. Dezember 1903 in Gera; † 1. September 1989). Bis zur Wende lautete die Firma dann VEB Karosseriebau Gera, danach wurde das Unternehmen abgewickelt.

## Hintergrund

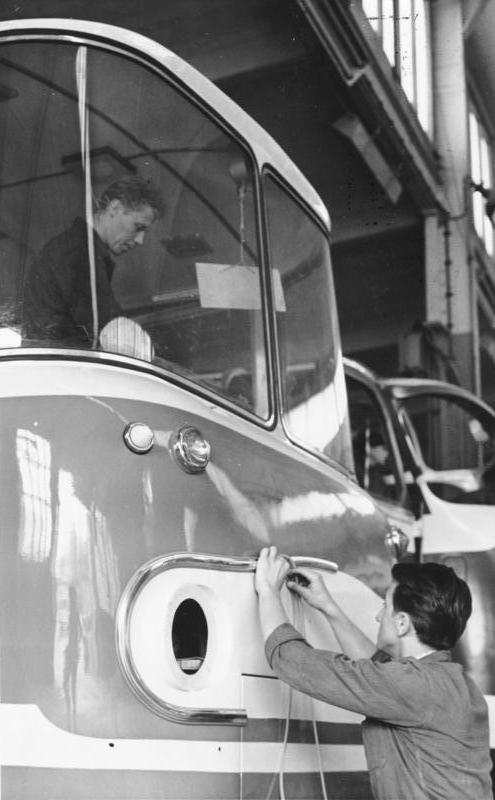
Montagearbeiten, 1966

Ab den 1960er Jahren wurden die neugebauten Fahrzeuge als Reparaturumbauten alter Busse deklariert, da entsprechend der Festlegung innerhalb des Rates für gegenseitige Wirtschaftshilfe Omnibusse nur aus Ungarn bezogen werden sollten. Die IKARUS Karosserie- und Fahrzeugwerke (Budapest) lieferten jedoch etwa 700 Reisebusse pro Jahr weniger als in der DDR benötigt wurden und rund 1000 Fahrzeuge pro Jahr weniger als bestellt. 
Privaten Fuhrunternehmern und Betrieben war der Bezug von neuen Omnibussen aus dem Import nicht möglich. Die Fritz Fleischer KG bot so oft die einzige Möglichkeit, an Busse zu gelangen. 
Bis zum Ende der 1960er Jahre waren die Neuentwicklungen von Fritz Fleischer auf dem Stand der Zeit; Komfort wie Schlafsitze, Toilette und Fernsehgeräte war schon damals lieferbar.
Die Entwicklungsarbeiten und die Produktion fanden oft unter widrigen Bedingungen statt, z. B. mangelnde Materialversorgung. Fritz Fleischer selbst wurde für einige Monate inhaftiert. Sein Chefkonstrukteur Martin Seipolt flüchtete 1959 in die BRD und arbeitete fortan bei Kässbohrer.
Fleischer-Busse wurden auch im öffentlichen Personennahverkehr in Berlin (sechs Fleischer S3) und im Bezirk Gera eingesetzt. 
Trotz des hohen Bedarfs an Omnibussen wurde die Busproduktion im Zeitraum von 1963 bis 1965 fast lahmgelegt, als die Firma 200 Röntgenzüge auf SIL-Fahrgestellen für die UdSSR produzieren musste.
Die Fritz Fleischer KG fertigte auch Wohnwagen, Servicefahrzeuge für Rennteams der DDR und Konsumgüter, z. B. anspruchsvolle Gartenmöbel.

## Geschichte

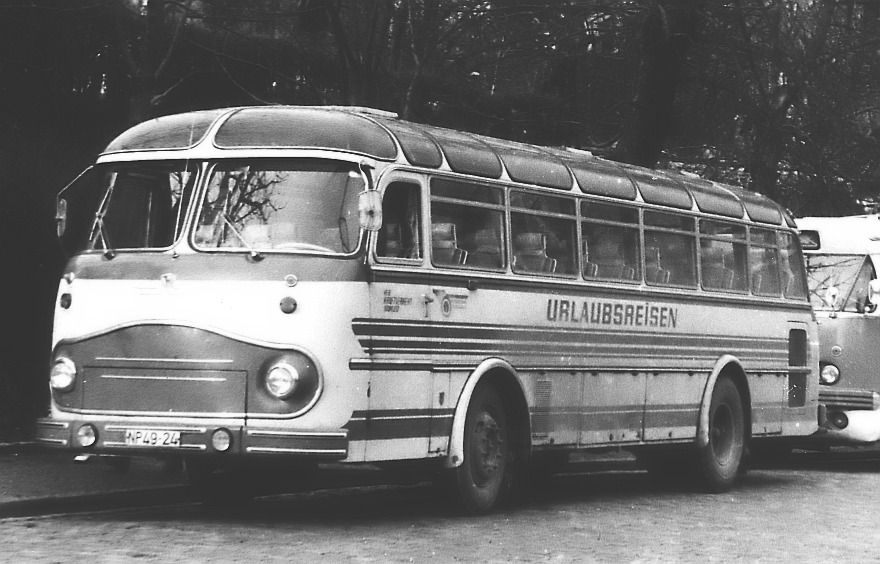
Fleischer S2 im Linienverkehr Schleiz–Jena am Bahnhof Jena West, 1976

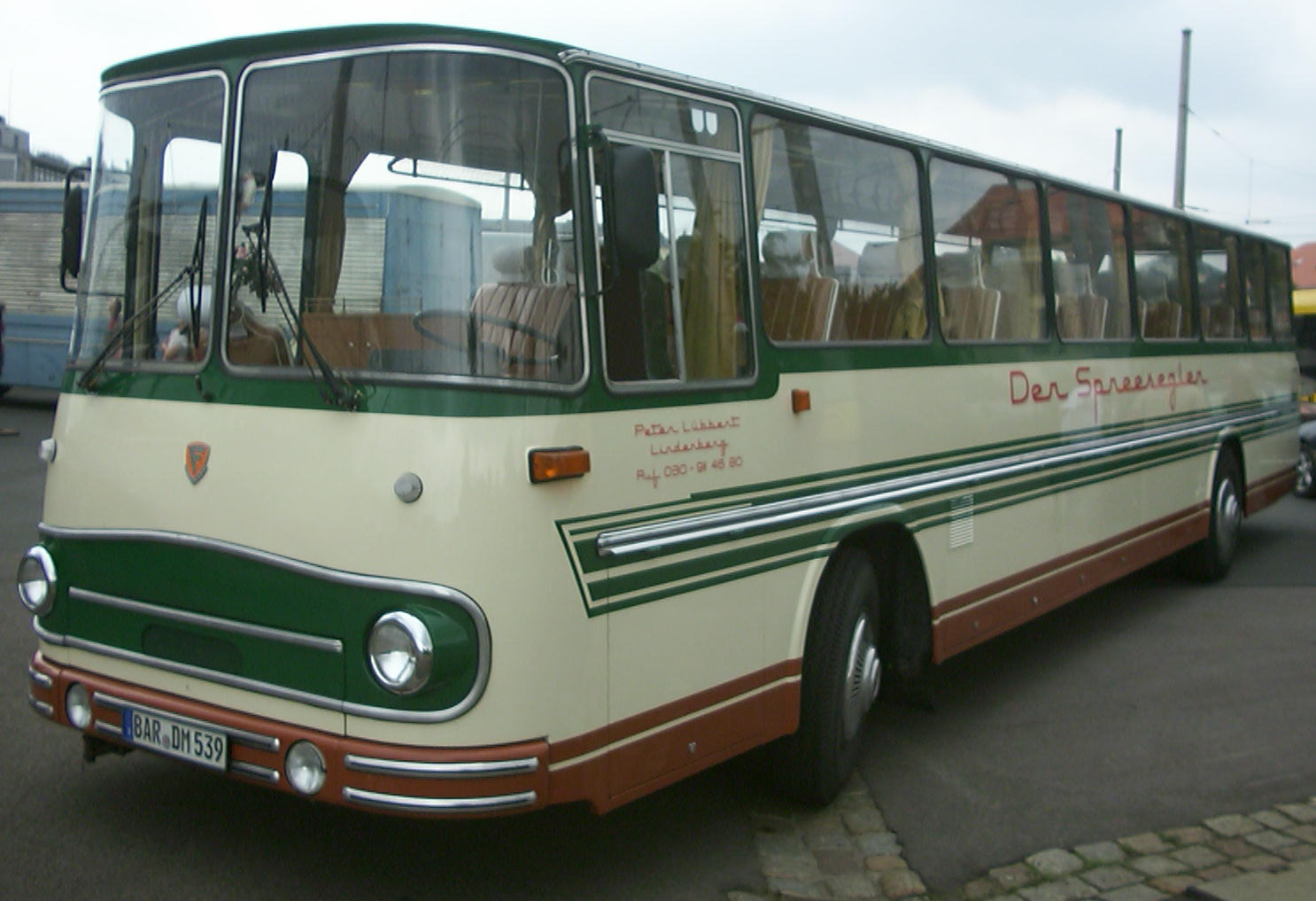
Fleischer S5 „Spreesegler“

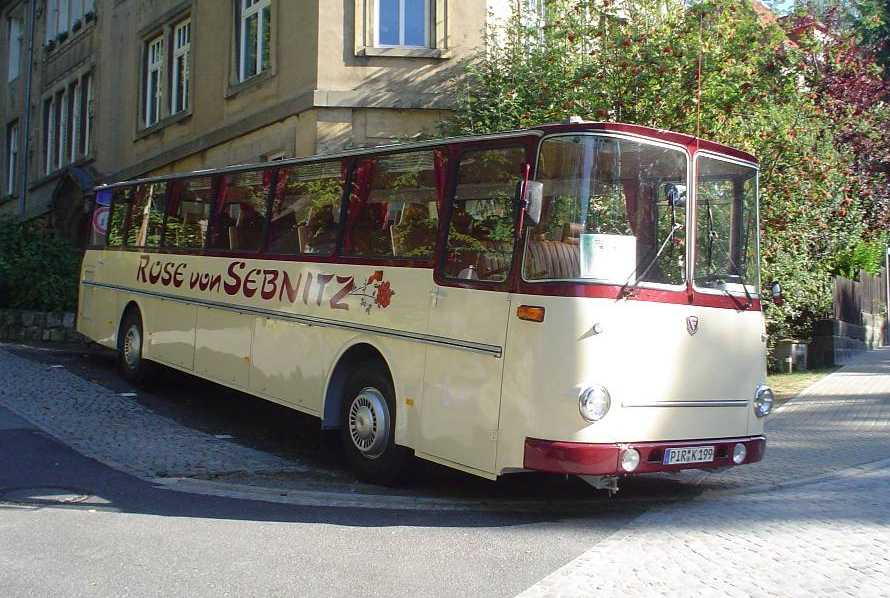
Fleischer S5 „Rose von Sebnitz“

1927 wurde die Geraer Karosserie- und Fahrzeugfabrik Fritz Fleischer als Unternehmen für Karosseriereparatur und den Bau von Aufbauten und Anhängern gegründet. Das Werk wurde in den letzten Kriegstagen 1945 bei einem Bombenangriff getroffen, wobei acht Mitarbeiter getötet wurden und Fritz Fleischer selbst schwere Verletzungen davontrug. Nach einer Gasexplosion in der Nachbarschaft Anfang Juli 1945 war der Betrieb dann völlig zerstört.
Da Fritz Fleischer nicht Mitglied der NSDAP und auch nicht direkt an der Rüstungsproduktion beteiligt war, konnte er sein Unternehmen wieder aufbauen. Seit Ende September 1945 wurden zunächst hauptsächlich Personenkraftwagen und Anhänger repariert. Hauptauftraggeber war die Rote Armee. 
Danach spezialisierte sich der Betrieb auf den Aufbau neuer Karosserien auf vorhandenen Fahrgestellen aus Wehrmachtsbeständen und Kundenfahrgestellen. So entstanden Coupé- oder Cabrioletaufbauten für Pkw und einige siebensitzige Kleinbusse auf modifizierten Fahrgestellen. Ende der 1950er Jahre brachte die Firma Campingwagen in geringer Stückzahl auf den Markt. Parallel dazu begann Fritz Fleischer mit seinem Konstrukteur Martin Seipolt in der 1947 wieder aufgebauten Fertigungshalle mit den ersten Omnibusaufbauten auf von Kunden gelieferten Fahrgestellen.
Nach Gründung der DDR verschlechterte sich das politische Klima für Privatunternehmer zusehends. Im Zuge stalinistischer Praktiken wurde im Mai 1953 aus fadenscheinigen Gründen überraschend Haftbefehl gegen Fritz Fleischer erlassen und sein Vermögen beschlagnahmt. Nach zweimonatiger Untersuchungshaft wurde er freigesprochen und erhielt sein Vermögen zurück. Im Gegensatz zu anderen Privatunternehmern, die aufgrund derartiger Entwicklungen die DDR verließen, kam dies für Fleischer nicht in Frage. Er trat der NDPD bei und versuchte, in der DDR-Wirtschaft eine Nische zu finden, was ihm mit dem Bau moderner Omnibusse zunächst gelang. Dazu ging Fleischer ab 1958 auch staatliche Beteiligungen ein, um die für den Omnibusbau nötige Kapitalakkumulation auf legalem Wege zu erreichen.
Die Entwicklung von Omnibussen mit selbsttragender Karosserie begann 1958 mit den Typen S1 und S2. Ein Jahr später startete die Serienfertigung dieser Typen. Gegen Ende des Jahres 1959 wurden Baugruppen und Aggregate des Busses H6B des VEB Kraftfahrzeugwerke „Ernst Grube“ Werdau übernommen, nachdem die Busproduktion dort eingestellt worden war. Um die Bestimmungen des RGW zu umgehen, wurden alle gebauten Busse als Reparaturumbau (z. B. S2 RU) deklariert. Aufgrund dieser Regelung musste der Besteller ein altes Omnibuschassis für den Neuaufbau bereitstellen, teilweise kamen auch LKW-Chassis zum Einsatz.
Für die (Ost-)Berliner Verkehrsbetriebe (BVG bzw. BVB) wurde ab 1962 der Linienbus vom Typ S3 gebaut. Diese Busreihe war vor allem zur Anbindung der Randgebiete Berlins vorgesehen. Schon zuvor wurden Fleischer-Busse für Berliner Stadtrundfahrten geliefert. 1970 begann mit dem S4 die Fertigung des Nachfolgers des bis 1962 produzierten Typs S1. Der ab 1972 gefertigte S5 war die letzte Neuentwicklung auf Basis des S2 unter Verwendung von in der DDR produzierten Ikarus-Fahrwerkskomponenten. Er wurde bis 1990 unverändert produziert. Ende der 1980er Jahre wurden einige ältere Linienbusse des Typs Ikarus 260 im „Fleischer-Design“ mit teilweise geänderter Türanordnung umgebaut, behielten aber die Falttüren. Intern erhielten sie die Typenbezeichnung S6.
1972 wurde das Unternehmen verstaatlicht und fungierte nun unter VEB Karosseriebau Gera (KBG) vorwiegend als Zulieferer für Automobilteile. Omnibusse wurden nur noch in geringem Umfang hergestellt. Am 15. Oktober 1973 wurde Fritz Fleischer als Werksdirektor abberufen.
Nach der Wende in der DDR wurde die Firma durch die Treuhandanstalt abgewickelt und verkauft. Die Produktion von Bussen wurde eingestellt und das Unternehmen geschlossen.
Insgesamt wurden rund 1000 Fleischer-Busse hergestellt, von denen es schätzungsweise noch etwa 30 gibt.
Einer dieser Busse war im Film Plötzlich Millionär (2008) zu sehen. Ebenfalls wird in der DDR-Fernsehserie Treffpunkt Flughafen (1986) im 8. Teil solch ein Bus am Schluss gezeigt.

## Technik
Eine Besonderheit der Fleischer-Omnibusse war deren selbsttragende Karosserie. Der Motor war im Heck angeordnet. Als Triebwerk kam anfangs wie im IFA H6B der wassergekühlte Sechszylinder-Dieselmotor vom Typ Horch EM 6-20 mit 120 PS zum Einsatz. Später wurden die Nachfolgemodelle EM 6-22 und 6 VD 14,5/12-1SRW vom VEB Motorenwerk Schönebeck mit 150 PS Leistung verwendet. Auch die Fahrwerksteile wurden anfangs vom H6B übernommen. Nach dessen Produktionseinstellung wurden die Achsen vom S4000 T verwendet. In späteren Jahren wurden Teile von gebrauchten Ikarus-Bussen verbaut.